# Quattro meditazioni illimitate
Le quattro meditazioni illimitate sono un'antica preghiera del buddismo tibetano.

## Descrizione
Conosciute anche come "sentiero benaugurale della pura motivazione", le quattro meditazioni illimitate sono attribuite direttamente al buddha Śākyamuni, e vengono recitate dai praticanti per aiutarsi a realizzare la propria natura di Buddha tramite lo sviluppo di bodhicitta, l'intenzione del bodhisattva ad assumersi la responsabilità di salvare tutti gli esseri senzienti e l'ambiente circostante, conseguendo appieno una moralità, un punto di vista e un obiettivo condivisi da tutte le religioni.
Secondo il buddismo tutti gli esseri senzienti posseggono le qualità interiori di amore, compassione, gioia ed equanimità, ma nella vita di tutti i giorni vengono poste a pesanti limiti. La tradizione invece sostiene che questa preghiera possa contribuire a svilupparle appieno.

## Composizione
In tibetano:
- Semcen Tamce Deua Dang Deue Ghiu Dan Denpar Ghiur Cig;
- Semcen Tamce Dun Ghel Dang Dung Ghel Ghi Ghiu Dag Dreluar Ghiur Cig;
- Semcen Tamce Dunghel Mepe Deua Dang Mi Dreluar Ghiur Cig;
- Semcen Tamce Gne Ring Ciag Dang Gni Dang Delue Tang Gnom La Nepar Ghiur Cig;

Traduzione in italiano:
- Possano tutti gli esseri senzienti avere la felicità e le cause della felicità;
- Possano tutti gli esseri senzienti essere liberi dalla sofferenza e dalle cause della sofferenza;
- Possano tutti gli esseri senzienti essere inseparabili dalla gioia suprema che è al di là di ogni dolore;
- Possano tutti gli esseri senzienti dimorare nell'equanimità liberi da attaccamento, avversione e dolore;

## Spiegazione
- Possano tutti gli esseri senzienti avere la felicità e le sue cause implica un'esortazione a donare amore a tutti gli esseri, anche ai nemici, affinché creino le cause per conoscere la felicità temporanea del Saṃsāra e quella assoluta dei Bhūmi;
- Possano tutti gli esseri senzienti essere liberi dalla sofferenza e dalle sue cause incita a coltivare l'intenzione superiore e a donare la propria energia a tutti per alleviare e guarire le loro sofferenze fisiche e mentali, come il Buddha che non provò indifferenza, ma una profonda e illimitata compassione quando vide le sofferenze che affliggono e pervadono ogni essere;
- Possano tutti gli esseri senzienti essere inseparabili dall'estasi priva di dolore esorta a donare la propria energia a tutti gli esseri assumendosi la responsabilità di liberarli dalle miserie dell'esistenza samsarica e di guidarli alla felicità eterna del Nirvana, ispirandosi al Buddha che provando la Grande Gioia volle che potessero viverla tutti gli altri;
- Possano tutti gli esseri senzienti dimorare nell'equanimità libera da pregiudizi, avidità e odio sprona a donare la propria energia affinché tutti gli esseri possano sviluppare l'equanimità, allargando la propria prospettiva al di sopra della quotidianità e recidendo l'egoismo, così come fece il Buddha rendendosi conto che la sofferenza è omnipervasiva. Il più grande ostacolo alla realizzazione della natura del bodhisattva è la mente prevenuta, che porta a favorire gli amici, a danneggiare coloro che si giudicano abbiano arrecato danno, riservando indifferenza a chi ci risulta neutrale;

## Le Meditazioni di Lama Gangchen
Lama Gangchen, maestro guaritore esperto di NgalSo, ha recentemente aggiunto tre Meditazioni ulteriori.
In tibetano:
- Semcen Tamce Lu Sem Ghi Du Ngal Le So Scin Tral Iun Lu Sem De Ua Dang Den Par Ghiur Cig;
- Semcen Tamce Ngal So Tob Cin Cin Nan Nociu Korkiu Dang Scing Tzang Mar Ne Ghiur Cig;
- Semcen Tamce Dang Zambulin Di Kiendo Ta Dag Ci Nam Ghi Sci De Dang Du Kun Denpar Ghiur Cig;

Traduzione in italiano:
- Possano tutti gli esseri senzienti guarire dalle malattie, possano purificare il corpo e la mente inquinati e godere perfetta salute, relativa e assoluta, ora e sempre;
- Possano tutti gli esseri senzienti rilassarsi in un ambiente interiore ed esterno puro e sano, ora e sempre;
- Possano tutti gli esseri senzienti avere la pace interiore e godere della pace nel mondo, ora e sempre;